# Politique dans la Creuse
Le département français de la Creuse est un département créé le 4 mars 1790 en application de la loi du 22 décembre 1789, à partir des anciennes provinces de la Marche et du Berry. Les 256 actuelles communes, dont presque toutes sont regroupées en intercommunalités, sont organisées en 15 cantons permettant d'élire les conseillers départementaux. La représentation dans les instances régionales est quant à elle assurée par 4 conseillers régionaux. Le département forme une circonscription législative unique, et est représenté au niveau national par un député et un sénateur.

## Histoire politique de la Creuse depuis 1848

### La deuxième République: du parti de l'ordre à la République avancée

#### L'élection du Prince Président
Résultats de l'élection présidentielle du 10 décembre 1848 dans la Creuse
| Candidat                 | Voix   | %       |
| ------------------------ | ------ | ------- |
| Louis-Napoléon Bonaparte | 50 222 | 94,77 % |
| Louis Eugène Cavaignac   | 1 941  | 3,66 %  |
| Alexandre Ledru-Rollin   | 720    | 1,36 %  |
| Alphonse de Lamartine    | 55     | 0,10 %  |
| François-Vincent Raspail | 52     | 0,10 %  |
| Pierre Leroux            | 1      |         |

Source : "Le National de la Creuse" du 17 décembre 1848

### La troisième République ou l'enracinement républicain

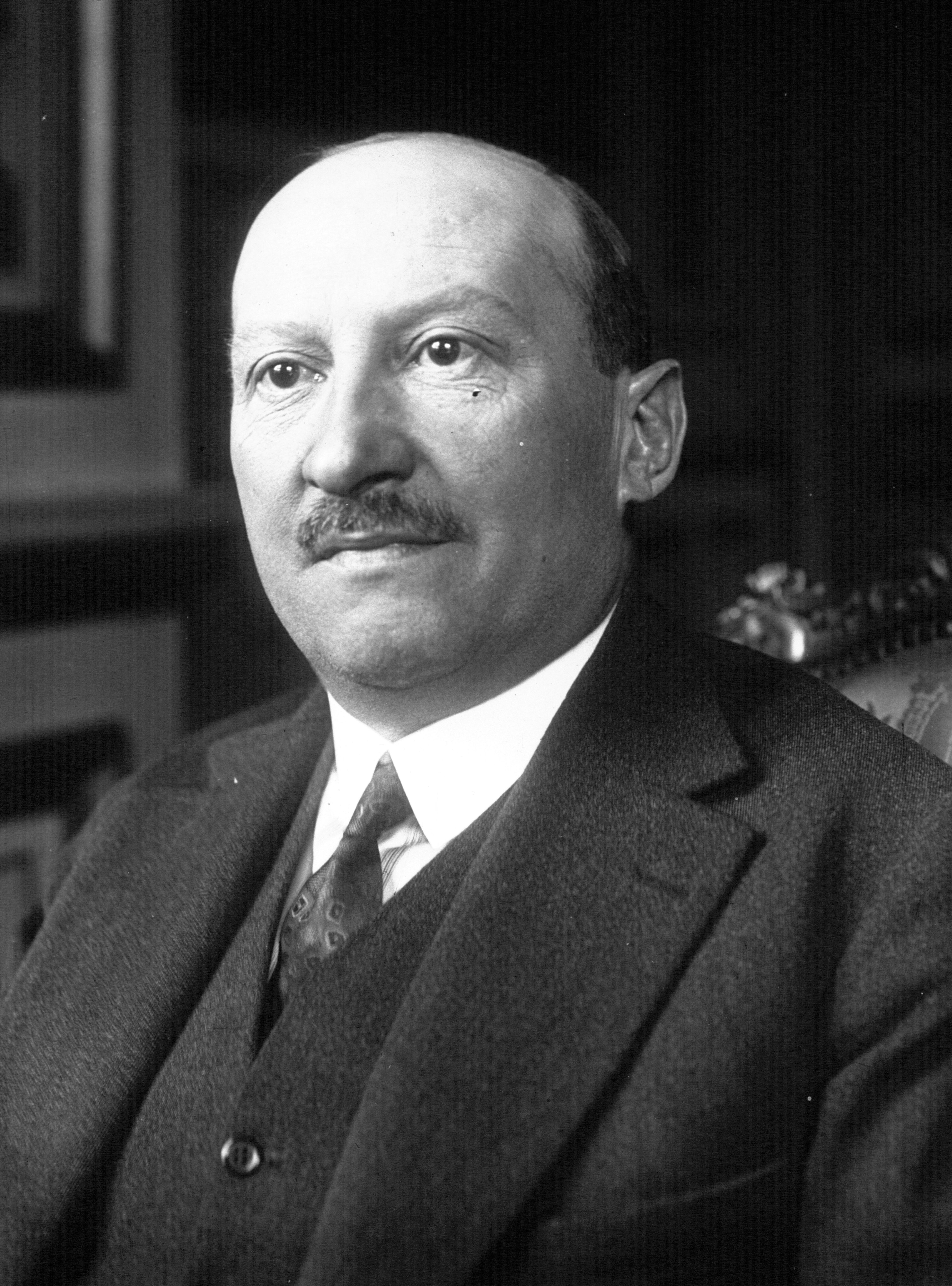
François Binet 1926

#### 1898-1932: Le règne des radicaux ou la victoire de la méritocratie
François Binet, député, ministre, maire de Bonnat et sénateur, illustre cette tendance.

### La quatrième République: Entre ruptures et continuité
À la Libération, pour plusieurs raisons, la vie politique creusoise est profondément bouleversée. Le corps électoral est révolutionné. Pour la première fois, le suffrage universel s'étend aux femmes. Le nombre des inscrits sur les listes électorales passe de 67.301 en 1936 à 137.906 en 1945, ce qui n'est pas sans conséquences.
Le personnel politique d'avant guerre, largement discrédité, ne joue plus de rôle de premier plan. La relève est assurée par des hommes neufs issus de la Résistance.
Enfin, les rapports de forces partisans en sont également radicalement modifiés. Le centre de gravité de l'électorat se déplace nettement vers la gauche.

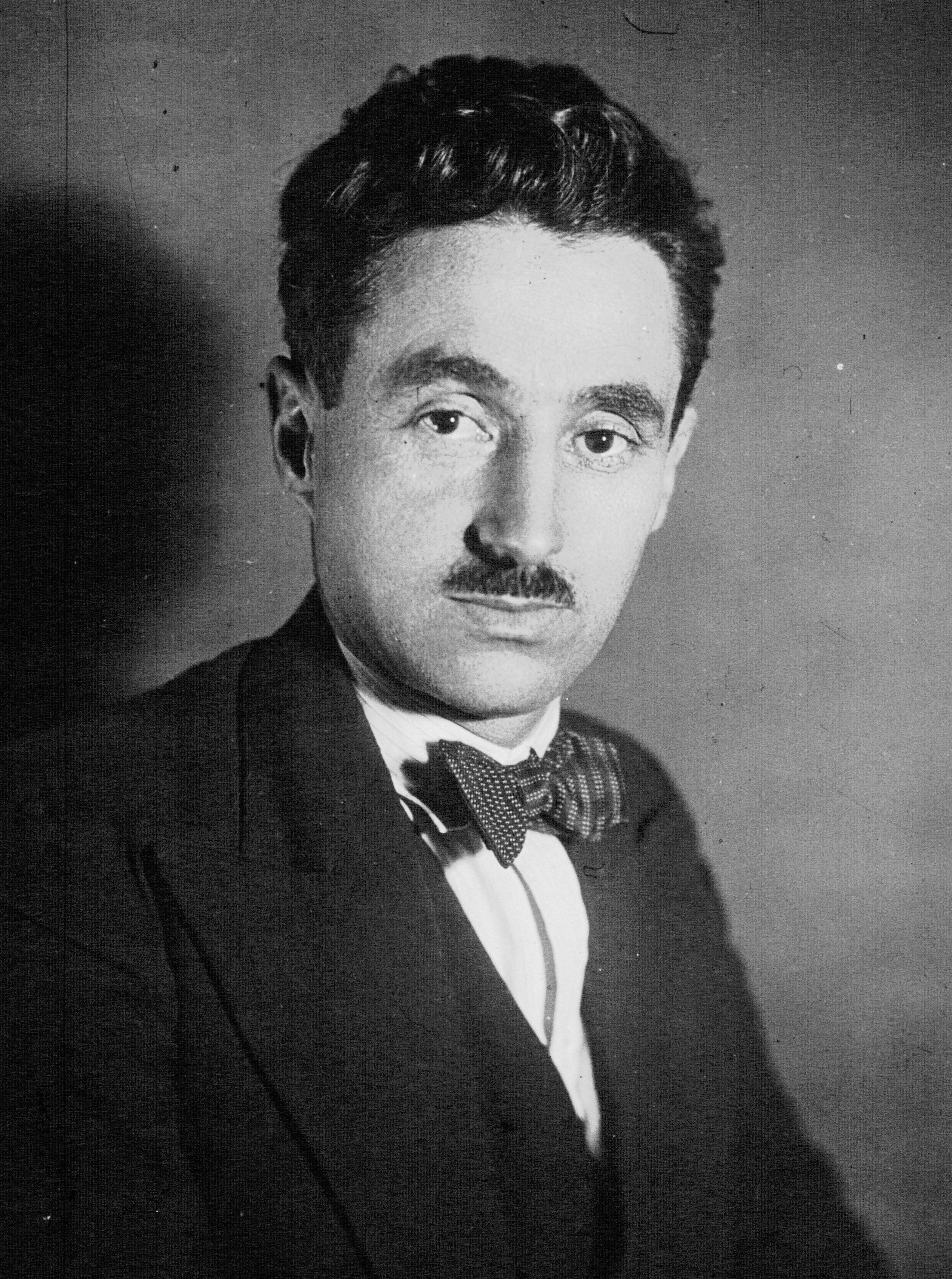
Camille Ferrand 1932

#### La relève des hommes
Dès la reprise de la vie démocratique, on peut observer un double phénomène concernant le personnel politique creusois. Pour les élections plus politiques (Législatives, Conseil de la République), les élus comme les candidats sont tous issu de la Résistance. Très peu avaient une activité de premier plan en 1939. Par contre, on assiste à une certaine permanence des hommes au niveau local et à leur confirmation par le corps électoral.

##### L'émergence d'un nouveau personnel politique
Pour l'essentiel, les hommes qui avaient dominé la vie politique creusoise avant guerre disparaissent de l'avant scène. Pour ne prendre que le cas des parlementaires, tous se retirent ou se limitent à une activité locale. Seul Camille Ferrand (ancien Député et Sénateur Radical-Socialiste) fera plusieurs tentatives sans succès. Pour la population, ils sont marqués par les évènements des dix dernières années (Voir plus haut).

Dès 1945, les députés de la Creuse sont d'authentiques résistants. Auguste Tourtaud (communiste) instituteur, militant syndical avant guerre, a été Chef d'État major des FTP (Commandant André), Roger Cerclier (socialiste) également militant syndical du monde enseignant en 1939, a été un pionnier des mouvements de Résistance en Creuse (alias Jean-Pierre), avant de présider le Comité départemental de Libération (CDL). 

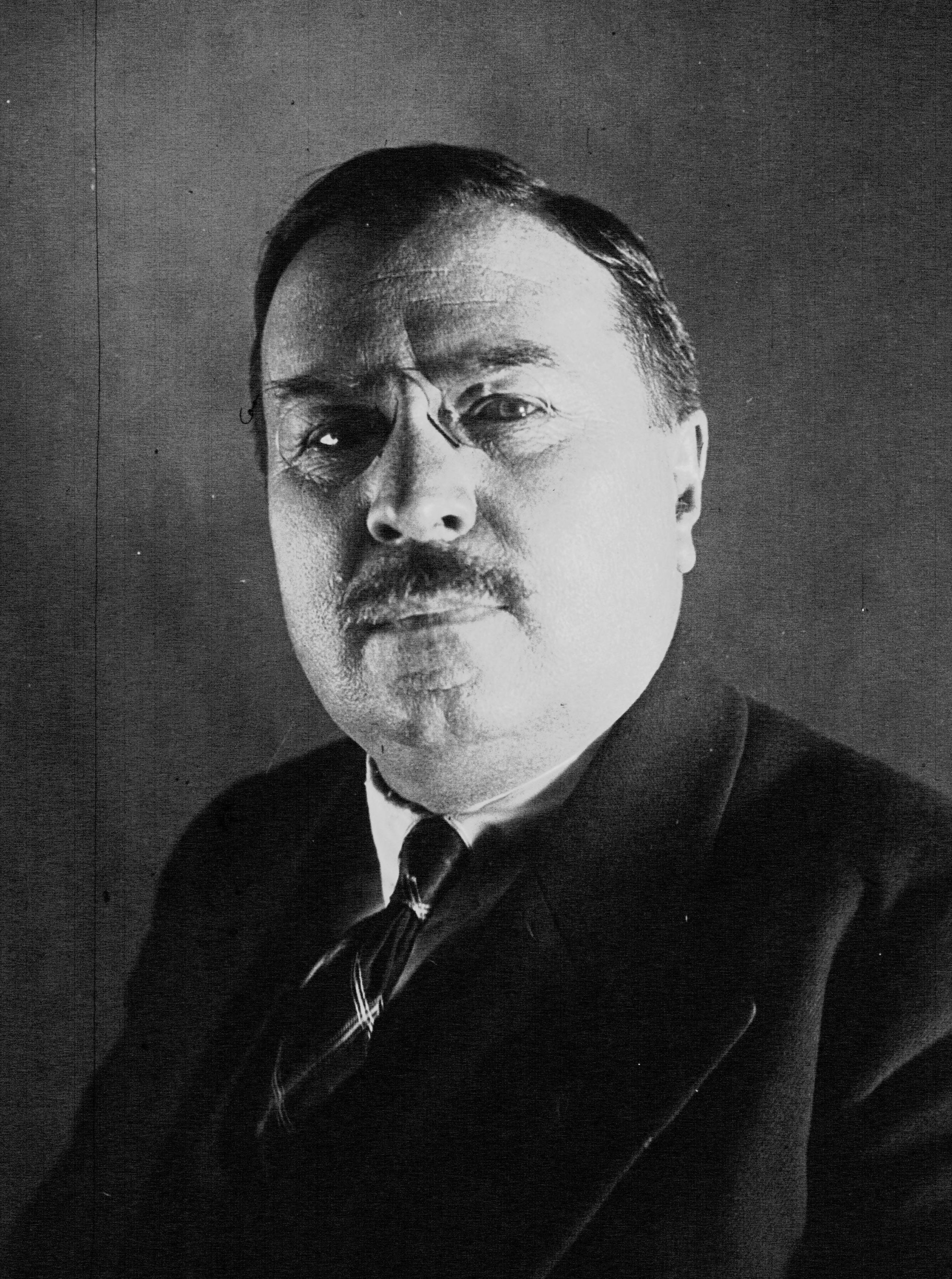
Camille Benassy 1932

Enfin, Pierre Bourdan (UDSR) est un ancien speaker de la BBC. Il sera remplacé par Jacques Baumel en 1946 Compagnon de la Libération. À noter que les radicaux, qui ont négligé de renouveler leurs cadres, devront attendre 1951 et l'arrivée d'Olivier de Pierrebourg, Compagnon de la Libération, pour retrouver une représentation parlementaire.
Parallèlement, les partis politiques, principalement communiste et socialiste ont profondément renouvelé leurs cadres dirigeants, et mènent d'intenses actions de recrutement et de propagande.

##### Le paradoxe de la recherche de notables
Malgré les bouleversements dans les personnalités, on constate une certaine permanence des comportements politiques.
Certaines personnalités de la troisième République gardent une influence certaine et même certains mandats. L'exemple de Camille Benassy, premier parlementaire SFIO creusois en 1924, est sur ce point remarquable. Il retrouve sa mairie de Royère et son siège au Conseil général en 1945. Auguste Chambonnet, ancien parlementaire radical-socialiste, tout en présidant une association d'anciens déportés, redevient conseiller municipal d'Aubusson en 1945, puis maire en 1953. D'autres, comme Camille Riffaterre, sans être élus, exercent une influence dans la région de Bourganeuf à travers des organismes tels que le syndicat d'électrification.

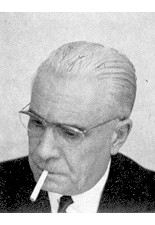
Paul Pauly, vers 1970

La concentration des pouvoirs par le cumul et la durée des mandats, tendance récurrente dans les zones rurales, redevient rapidement au goût du jour. Le cas typique est celui de Paul Pauly. Socialiste, fonctionnaire du Trésor, ancien résistant, Paul Pauly siège au CLL d'Aubusson à la Libération. Il devient, ensuite, conseiller municipal et conseiller général d'Aubusson en 1945 et 1946. Il est élu Président de l'Assemblée départementale en 1946 et le restera jusqu'en 1973. Élu au Conseil de la République en 1946, puis au Sénat, il demeure à la haute Assemblée jusqu'en 1973.
On peut également citer le cas d'Olivier de Pierrebourg, élu député radical en 1951 et qui le demeure jusqu'en 1973. Il devient entre-temps conseiller général (1959-1970) et maire de Guéret (1971-1973). Dans une moindre mesure, Auguste Tourtaud illustre aussi la tendance. Député communiste de 1945 à 1958, il sera candidat à toutes les législatives jusqu'en 1968. Élu conseiller municipal de Guéret en 1945 il le reste jusqu'en 1971. Enfin, il est conseiller général de 1965 à 1971.
Dernier élément de permanence du pouvoir, il se produit à partir de 1945 le même phénomène qu'à la fin du XIXe siècle : le pouvoir local glisse vers une nouvelle famille politique. Cette période avait vu le pouvoir des républicains opportunistes basculer vers les radicaux. À la Libération, le pouvoir local passe dans les mains des socialistes SFIO. Ce n'est pas le moindre des paradoxes, alors que l'influence électorale socialiste aux scrutins législatifs se tasse (c.f. ci-dessous), que le poids des élus locaux devient prépondérant. Les chiffres sont significatifs : en 1946, la SFIO détient 18,3 % des sièges de conseillers municipaux, 26,8 % des sièges de maires, 44,0 % des sièges de conseillers généraux (dont la présidence). À l'occasion de l'élection des membres du Conseil de la République (Chambre haute), 37,9 % des grands électeurs se réclament de la SFIO, 24 % socialistes indépendants. Ceci entraine l'élection de deux socialistes (Pauly et Chazette) avec 57 % des voix, score qu'avaient atteint en moyenne les trois élus radicaux-socialistes en 1938.

#### L'éventail partisan en chantier
Les meilleurs indicateurs pour apprécier les évolutions de l'électorat creusois sont les résultats aux élections législatives. De profondes modifications interviennent en 1945. Le centre de gravité de cet électorat, se déplace fortement vers la gauche. Le poids du vote communiste est multiplié par plus de deux par rapport à 1936. Mais il convient d'observer les changements pour chaque famille politique, car elles sont toutes impactées.

##### Les communistes: de la gloire à l'isolement
Comme au niveau national, le Parti communiste français (PCF) sort renforcé des épreuves de la guerre. Son score départemental dépasse même largement le score national (33,14 % contre 26,2 % des suffrages exprimés). Cette situation perdurera jusqu'à la fin de la quatrième République avec un résultat remarquable en 1956 (46,87 % contre 25,9 %). Son poids moyen sous la quatrième République est presque quatre fois plus important que sous le précédent régime (26,94 % des inscrits contre 7,43 %). Le PCF devance nettement les autres formations politiques et notamment sa grande rivale depuis 1920 la SFIO. Les relations qui demeurent relativement amicales, comme l'attestent des désistements réciproques aux élections locales, s'enveniment progressivement pour devenir extrêmement tendues sur fond de guerre froide et de décolonisation.
Ses très bons résultats électoraux permettent au PCF d'envoyer au moins un représentant creusois (Auguste Tourtaud) à l'Assemblée durant toute la période. Ils sont même deux en deux occasions. En novembre 1946, Jean Dumet agriculteur, maire de Saint-Hilaire-le-Château est élu. Il en va de même pour Pierre Ferrand en 1956. Médecin, neveu de Camille Ferrand parlementaire radical des années trente, il est élu sur la liste « Union des gauches » menée par Tourtaud et siège avec l'Union progressiste. Cette année-là, le PCF manque le « grand chelem » de peu et l'élection d'Emile Parrain maire socialiste indépendant de La Souterraine.
Ces succès sont rendus possibles pour plusieurs raisons. D'abord, le PCF jouit d'un immense prestige à la fin de la guerre. Le « Parti des 100 000 fusillés » a également participé très activement à la Résistance en Creuse. Le principal responsable du parti sur toute la période, nous l'avons vu, occupait de hautes responsabilités dans l'état-major départemental FTP. Le commandant Martin Chef d'État-major FFI départemental est également communiste. L'écrasante majorité des cadres départementaux du parti sont issus de la Résistance.
Ensuite, le PCF adopte dès 1945 une politique de Front populaire en tentant d'élargir au maximum sa base à toutes les sensibilités de la gauche. Il réussit en grande partie dans cette stratégie, puisqu'en 1956, la "Liste d'union des gauches de défense républicaine, sociale et laïque" constituée de Tourtaud (Réélu), Ferrand (Radical de gauche-Élu) et Parrain (Socialiste) remporte un éclatant succès avec 46,87 % des suffrages exprimés.
Le Parti mène également une intense activité de recrutement et de propagande. Les effectifs militants départementaux atteignent rapidement plusieurs milliers. Ces militants sont très actifs dans des organisations satellites (Union des Femmes Françaises, Union des jeunesses républicaines de France, etc.), et la plupart des syndicats CGT sont dirigés par des membres du PCF. Le secrétaire général de l'union départementale est Albert Coucaud, ouvrier maçon communiste, ancien résistant, adjoint au maire de Guéret.
Enfin, Le PCF bénéficie d'une manne certaine générée par l'attitude de la SFIO durant les guerres coloniales. Le Parti s'oppose par exemple fortement à la guerre d'Algérie, de grandes manifestations mobilisant des milliers de personnes sont d'ailleurs organisées dans le département. Le contexte manichéen de guerre froide contribue également à grossir les rangs du PCF en obligeant au choix "défense républicaine" ou réaction.
Mais cette stratégie de "forteresse assiégée" ou de "seul contre tous", atteint ses limites. Isolé sur ses positions et n'offrant pas de débouché politique, le PCF qui a certainement par ailleurs sous estimé l'aspect "patriotique" de certains votes en sa faveur est mal préparés aux évènements qui se préparent dans les années 1957-1958. Malgré son audience électorale, le parti a également des difficultés à s'enraciner dans la République des notables, ce qui fragilise ses positions.

### La cinquième République: le temps de la bipolarisation

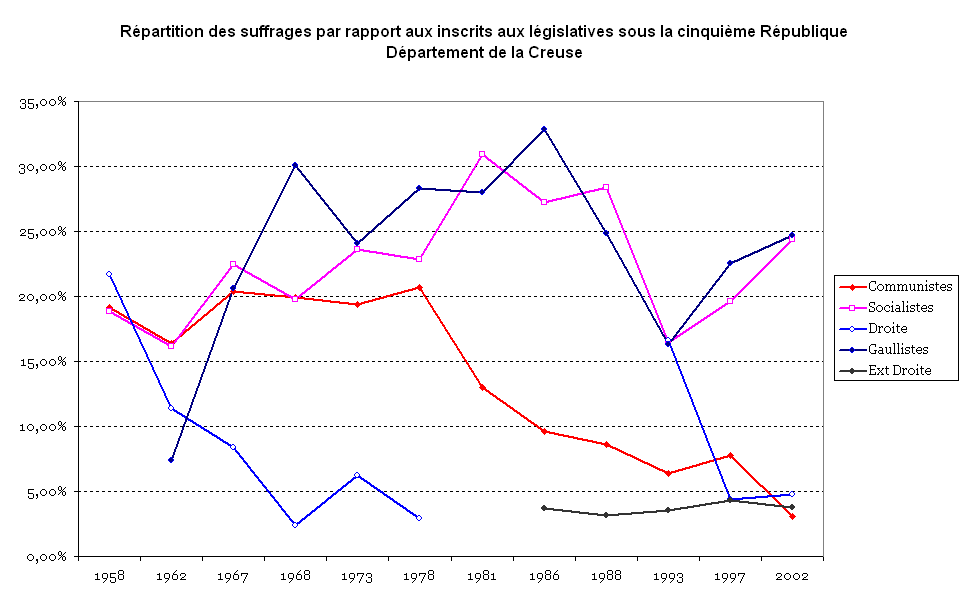

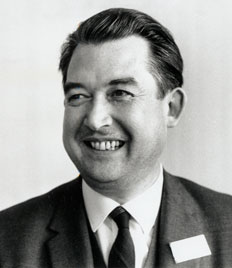
André Chandernagor

#### 1973-1980: Vers le leadership socialiste
Sur cette période qui suit le décès de Paul Pauly, André Chandernagor s'affirme comme le leader incontestable des socialistes creusois.

#### 1978-1981: L'alternance
L'élection de Jean-Claude Pasty au parlement marque le début de l'alternance en Creuse

#### Depuis 1997: Le retour de la gauche
Le conseil général était majoritairement à gauche, les 2 sénateurs sont socialistes et l'unique député est de gauche. La Creuse, bien qu'essentiellement rurale, était jusqu'en 2015 un bastion de gauche.

## Représentation politique et administrative

### Préfets et arrondissements

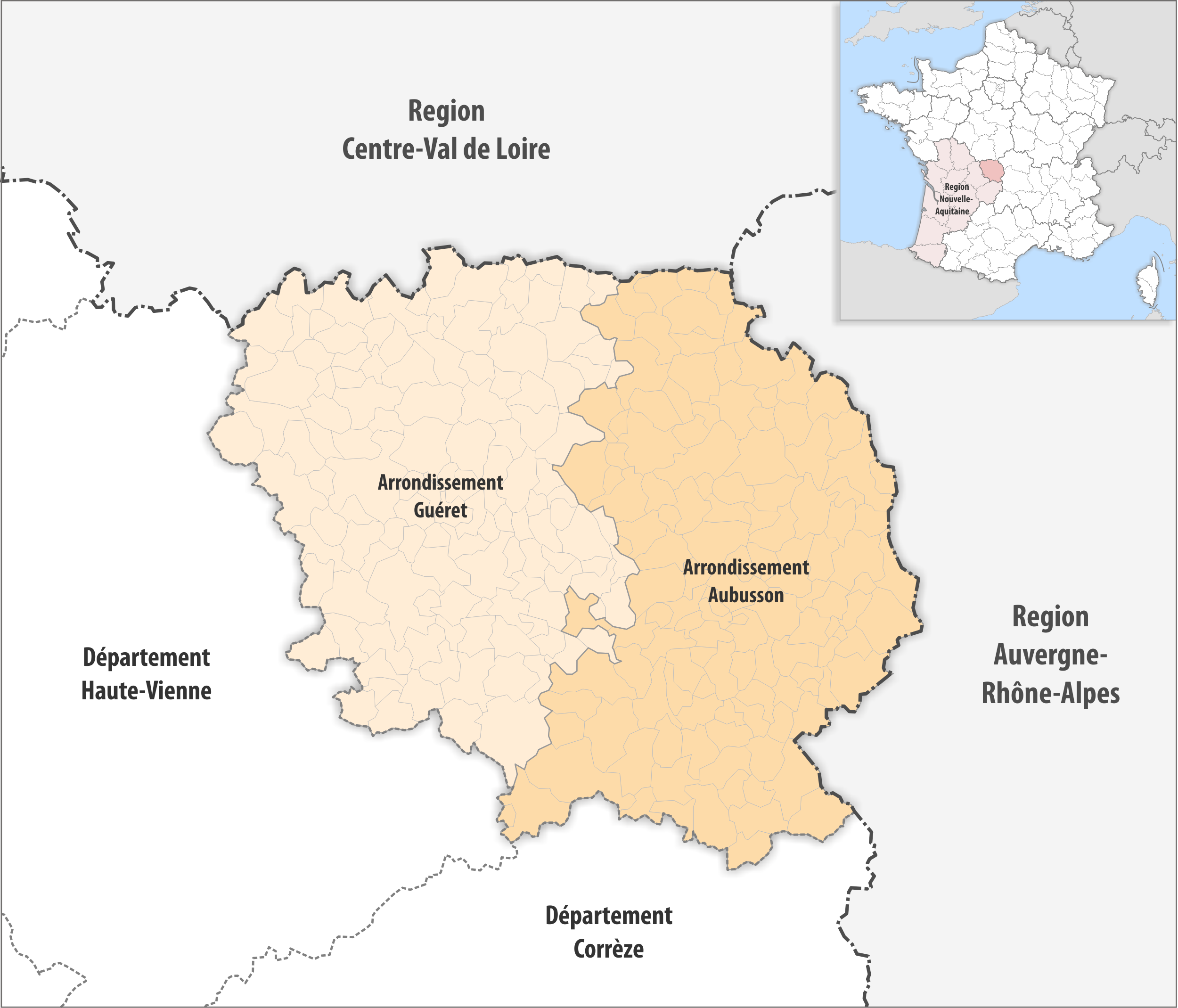
Arrondissements

La préfecture de la Creuse est localisée à Guéret. Le département possède en outre une sous-préfecture à Aubusson. Jusqu'en 1926, le département possédait deux sous-préfectures supplémentaires à Bourganeuf et Boussac.

### Députés et circonscriptions législatives

Circonscriptions et affiliations à l'issue des élections de 2024.

La Creuse forme une circonscription unique depuis 2012 et la suppression de la 2e circonscription. Il s'agit du cas unique en France métropolitaine avec le département de la Lozère.
| Circ. | Nom              |  | Parti | Groupe                               | Suppléant       |
| ----- | ---------------- |  | ----- | ------------------------------------ | --------------- |
| 1re   | Bartolomé Lenoir |  | UDR   | Union des droites pour la République | Laurianne Walle |

### Sénateurs
| Sénateur            |  | Parti | Groupe | Premier mandat |
| ------------------- |  | ----- | ------ | -------------- |
| Éric Jeansannetas   |  | PS    | SER    | 2014           |
| Jean-Jacques Lozach |  | PS    | SER    | 2008           |

### Conseillers départementaux

Cantons et affiliations à l'issue des élections de 2021.

| Canton          | Conseiller sortant      | Parti | Parti | Conseiller élu         | Parti | Parti |
| --------------- | ----------------------- | ----- | ----- | ---------------------- | ----- | ----- |
| Ahun            | Catherine Defemme       |       | LR    | Catherine Defemme      |       | LR    |
| Ahun            | Thierry Gaillard        |       | LR    | Thierry Gaillard       |       | LR    |
| Aubusson        | Jean-Baptiste Dumontant |       | PS    | Laurence Chevreux      |       | DVD   |
| Aubusson        | Nicole Pallier          |       | PS    | Valéry-Jean Martin     |       | DVD   |
| Auzances        | Jérémy Sauty            |       | LR    | Jérémy Sauty           |       | LR    |
| Auzances        | Valérie Simonet         |       | LR    | Valérie Simonet        |       | LR    |
| Bonnat          | Guy Marsaleix           |       | LR    | Guy Marsaleix          |       | LR    |
| Bonnat          | Hélène Pilat            |       | LR    | Hélène Pilat           |       | LR    |
| Bourganeuf      | Marinette Jouannetaud   |       | PS    | Marinette Jouannetaud  |       | PS    |
| Bourganeuf      | Jean-Jacques Lozach     |       | PS    | Jean-Jacques Lozach    |       | PS    |
| Boussac         | Franck Foulon           |       | LR    | Franck Foulon          |       | LR    |
| Boussac         | Catherine Graveron      |       | LR    | Catherine Graveron     |       | LR    |
| Dun-le-Palestel | Laurent Daulny          |       | LR    | Laurent Daulny         |       | LR    |
| Dun-le-Palestel | Hélène Faivre           |       | LR    | Hélène Faivre          |       | LR    |
| Évaux-les-Bains | Nicolas Simonnet        |       | LR    | Nicolas Simonnet       |       | LR    |
| Évaux-les-Bains | Marie-Thérèse Vialle    |       | LR    | Marie-Thérèse Vialle   |       | LR    |
| Felletin        | Agnès Guillemot         |       | PS    | Jean-Luc Léger         |       | PS    |
| Felletin        | Jean-Luc Léger          |       | PS    | Renée Nicoux           |       | PS    |
| Gouzon          | Marie-Christine Bunlon  |       | LR    | Marie-Christine Bunlon |       | LR    |
| Gouzon          | Patrice Morançais       |       | LR    | Patrice Morançais      |       | LR    |
| Le Grand-Bourg  | Annie Chamberaud        |       | DVD   | Bertrand Labar         |       | DVD   |
| Le Grand-Bourg  | Bertrand Labar          |       | DVD   | Delphine Richard       |       | DVD   |
| Guéret-1        | Guy Avizou              |       | PS    | Thierry Bourguignon    |       | PS    |
| Guéret-1        | Isabelle Pénicaud       |       | PS    | Isabelle Pénicaud      |       | PS    |
| Guéret-2        | Pauline Cazier          |       | EÉLV  | Eric Bodeau            |       | PS    |
| Guéret-2        | Éric Jeansannetas       |       | PS    | Mary-Lyne Coindat      |       | DVG   |
| Saint-Vaury     | Philippe Bayol          |       | PS    | Philippe Bayol         |       | PS    |
| Saint-Vaury     | Armelle Martin          |       | PS    | Armelle Martin         |       | PS    |
| La Souterraine  | Marie-France Galbrun    |       | PS    | Patrice Filloux        |       | PS    |
| La Souterraine  | Étienne Lejeune         |       | PS    | Marie-France Galbrun   |       | PS    |

### Conseillers régionaux
Présidence : Alain Rousset (Gironde)
|          | Parti | Siège |
| -------- | ----- | ----- |
| Majorité |       |       |
|          | PS    | 2     |
|          | DVG   | 2     |

### Maires

Carte des 256 communes de la Creuse au 1er janvier 2022.

| Commune | Maire                    |  | Parti | Élection | Population |
| ------- | ------------------------ |  | ----- | -------- | ---------- |
| Guéret  | Marie-Françoise Fournier |  | SE    | 2020     | 12 698     |